# Claus Luthe
Claus Luthe était un designer automobile Allemand . Il a conçu des modèles importants pour les constructeurs allemand NSU et BMW et est considéré comme l'un des plus grands designers automobile du XXe siècle.

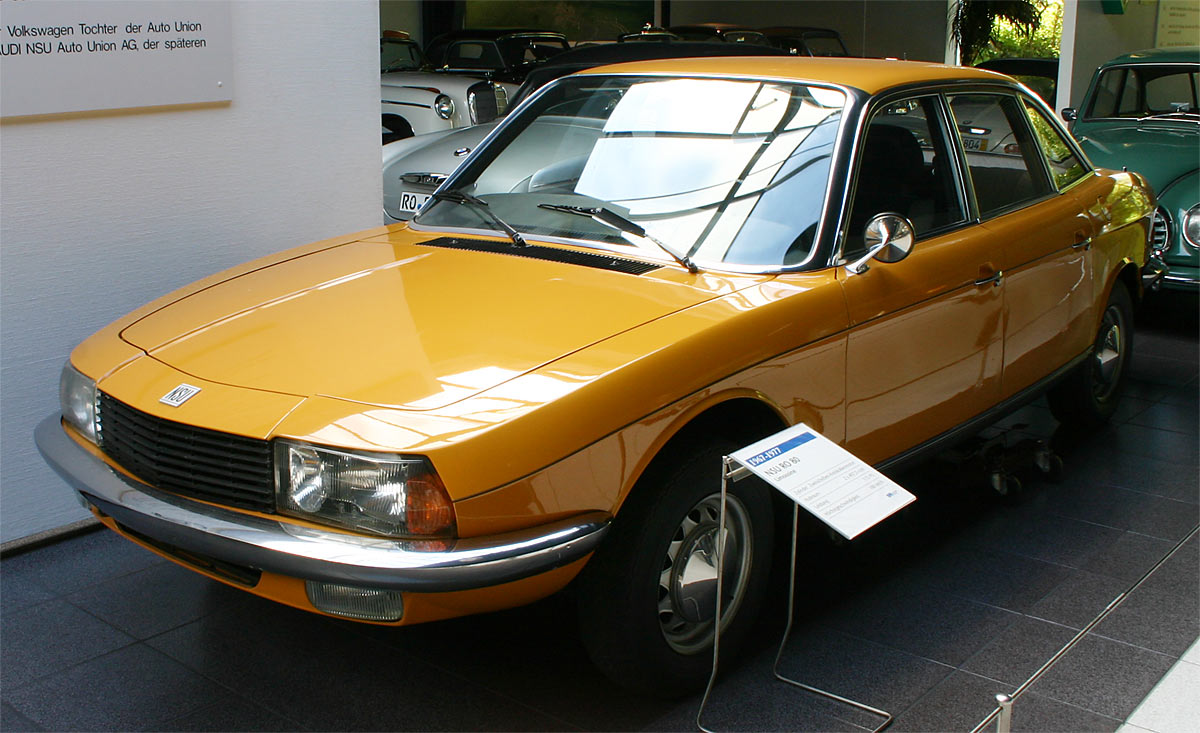
La plus célèbre de Claus Luthe : La NSU Ro 80.

## Biographie
Claus Luthe est né le 8 décembre 1932 à Wuppertal et est décédé le 17 mars 2008 à Munich,. Il commence à concevoir des autobus. Après une brève escale à Fiat-NSU, où il conçoit l'avant, entre autres, du Fiat Nuova 500, il part pour NSU, où il construit et dirige le département design à partir de 1967. En 1976, il devient le chef du design chez BMW successeur de Paul Bracq . Chris Bangle prendra la relève. Claus Luthe a été un pionnier de l'aérodynamique et de la conception numérique automobile.

## Véhicules
Les voitures les plus célèbres dessinées par Claus Luthe dans les années 1960 sont :
- la deuxième génération de la NSU Prinz ;
- la NSU Spider ;
- la révolutionnaire NSU Ro 80, toujours considérée comme un jalon dans l'histoire de l'automobile (1967) ;
- la VW K70 (à l'origine NSU K70).

Après le rachat de NSU par Volkswagen AG, la K70 est devenue une Volkswagen sous une forme retravaillée.
Claus Luthe a travaillé de 1971 à 1976 chez Audi NSU Auto Union AG et conçu, entre autres :
- l'Audi 50 / Volkswagen Polo I ;
- la deuxième génération Audi 100 (Audi 100 C2) ;
- la deuxième génération Audi 80 (Audi 80 B2).

En tant que chef du département de conception de BMW Claus Luthe, principalement en collaboration avec Ercole Spada, conçoit :
- la deuxième génération de la Série 5 (E28) ;
- la deuxième et la troisième génération de la Série 3 (E30 et E36) ;
- la deuxième génération de la Série 7 (E32) ;
- le Coupé série 8 (E31) ;
- la troisième génération de Série 5 (E34).

### NSU (1956 – 1971)

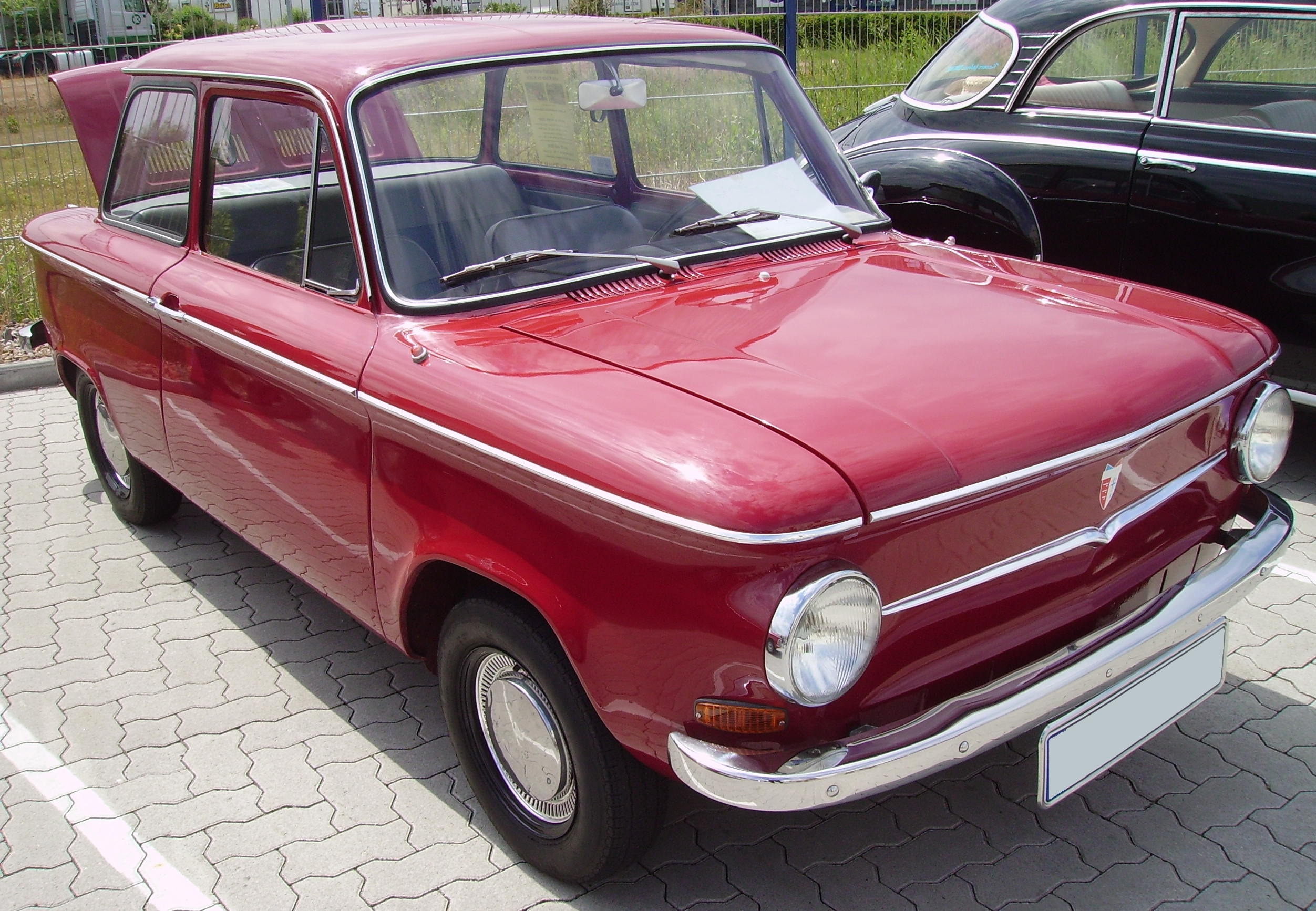
NSU Prinz 4
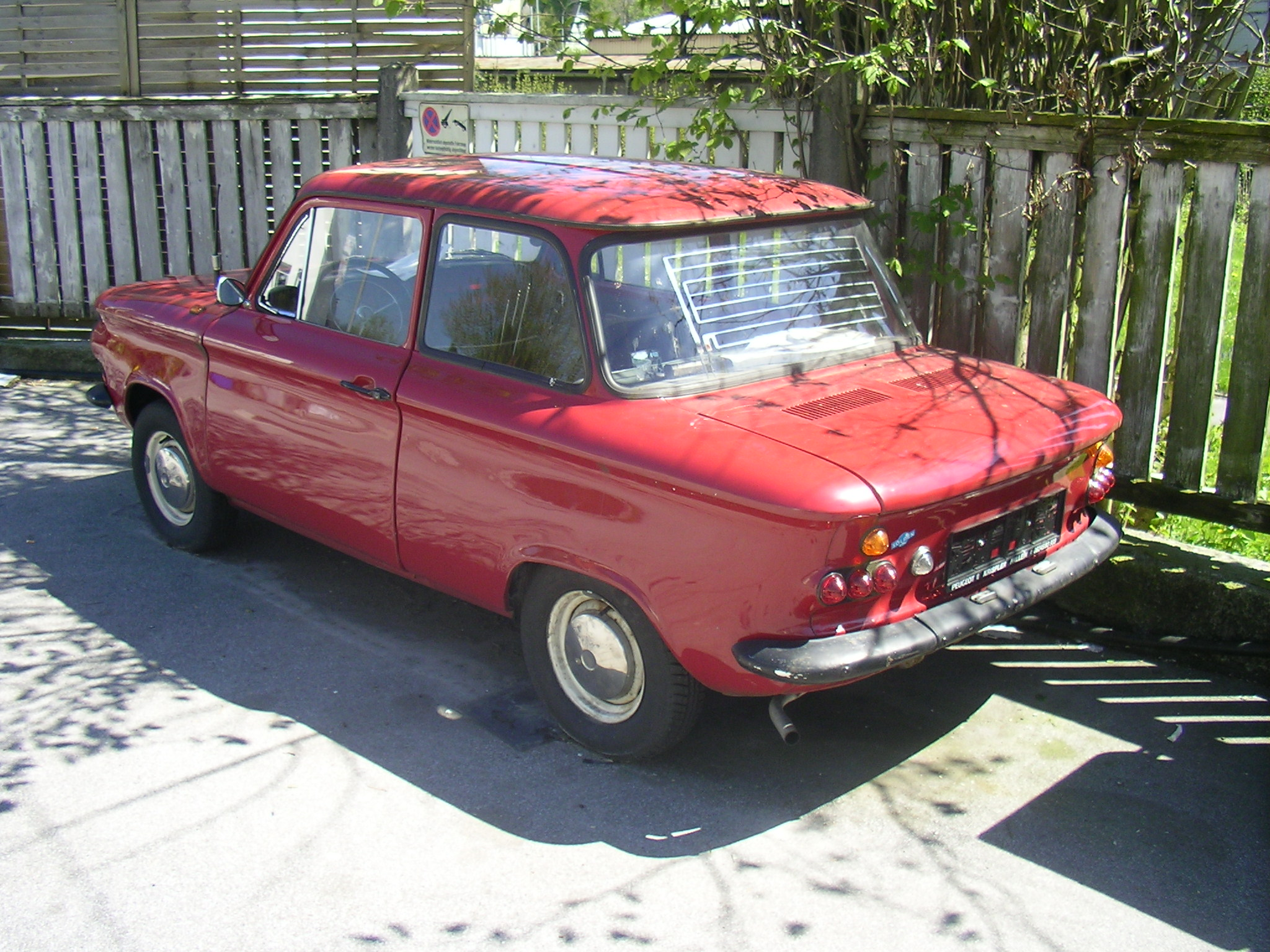
NSU Prinz 4
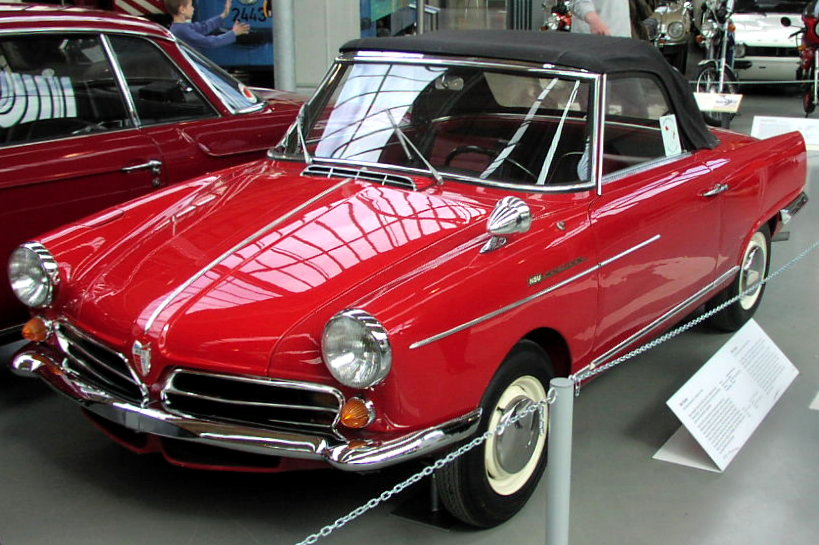
NSU Spider
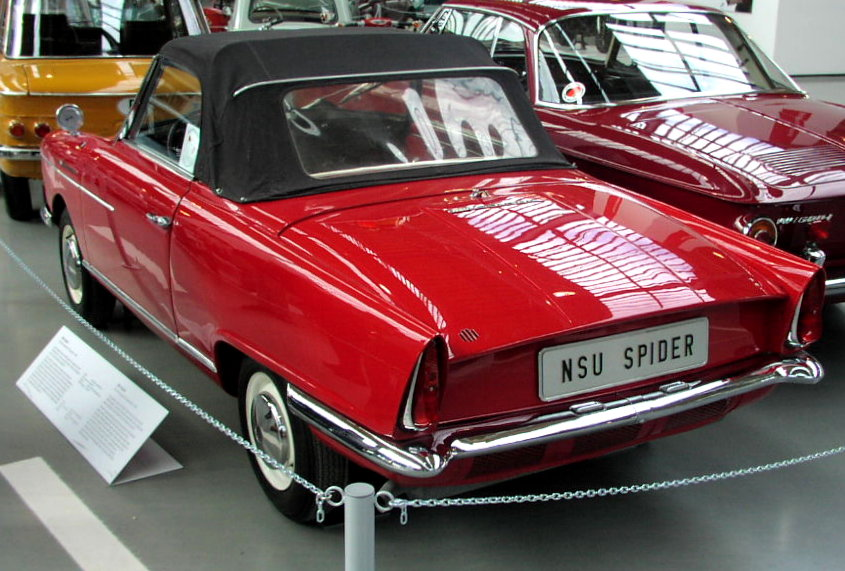
NSU Spider
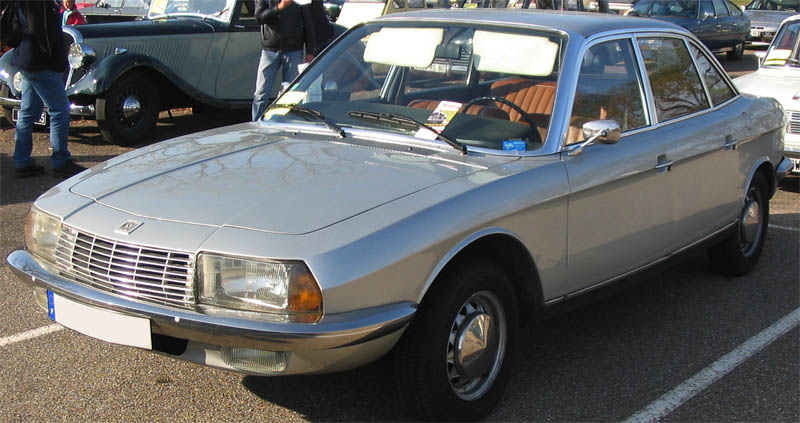
NSU Ro 80
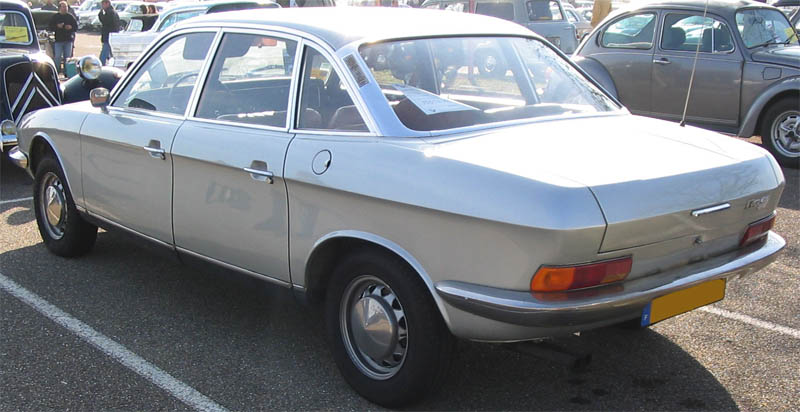
NSU Ro 80
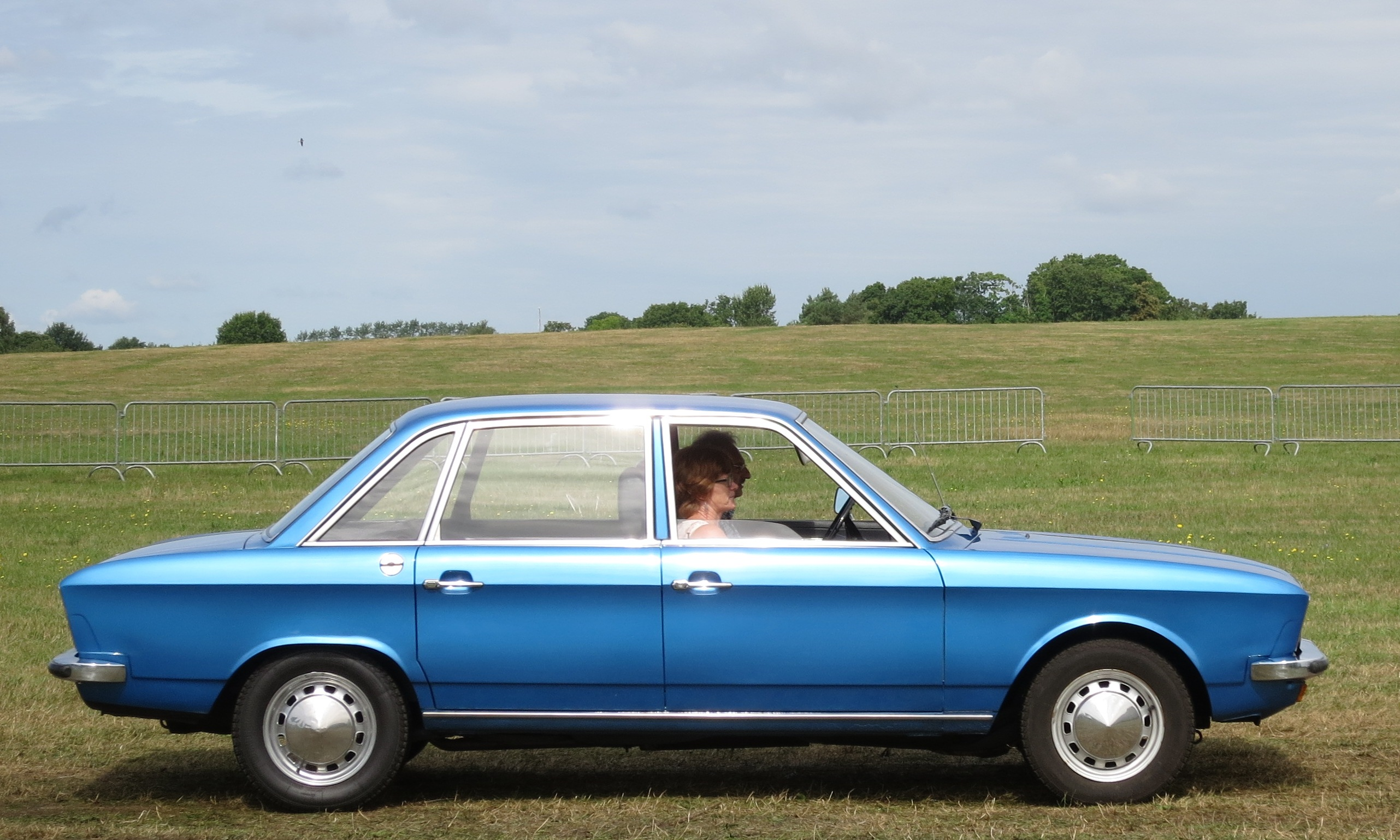
VW K70
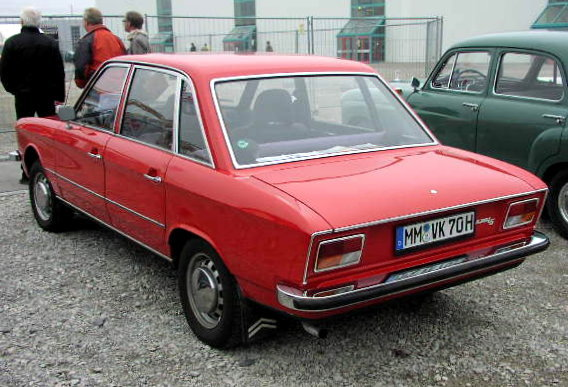
VW K70

### AUDI NSU (1971 – 1976)

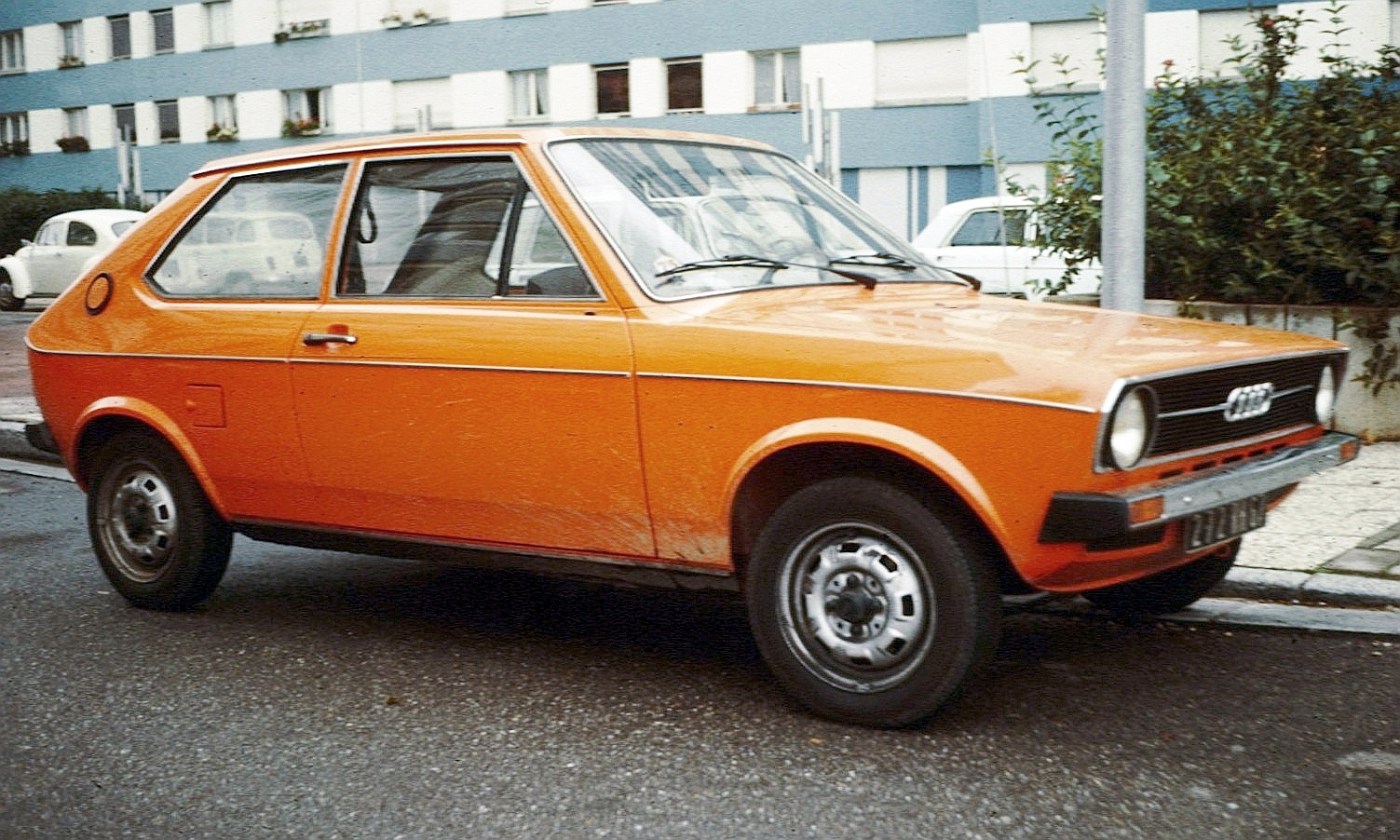
Audi 50
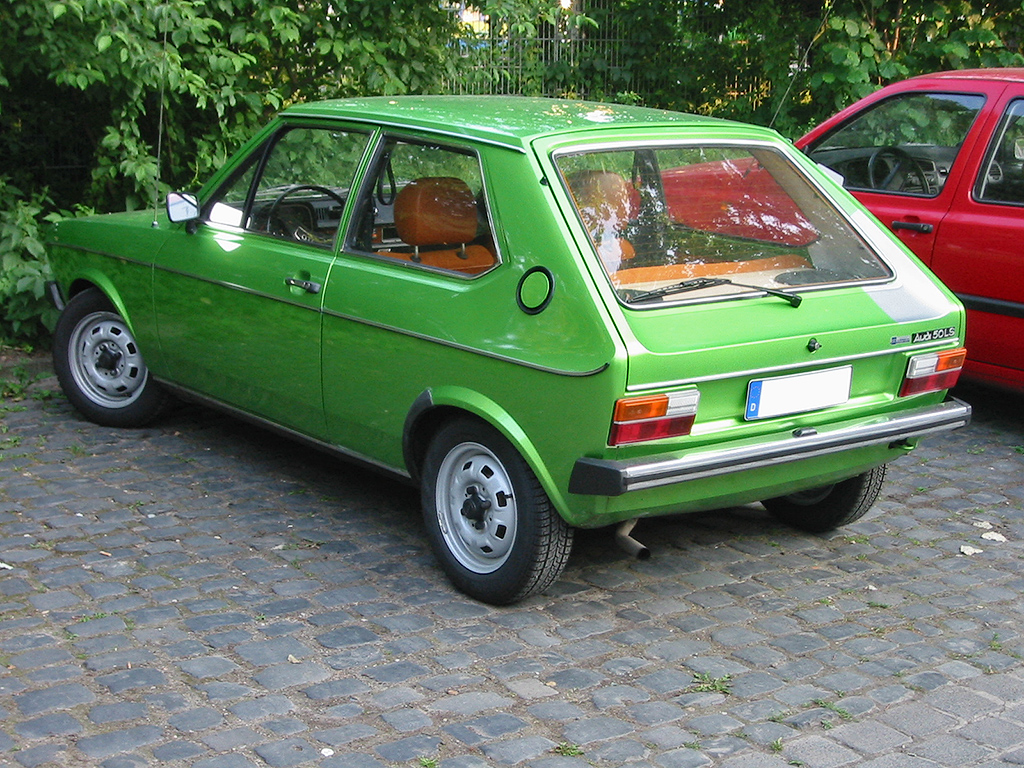
Audi 50
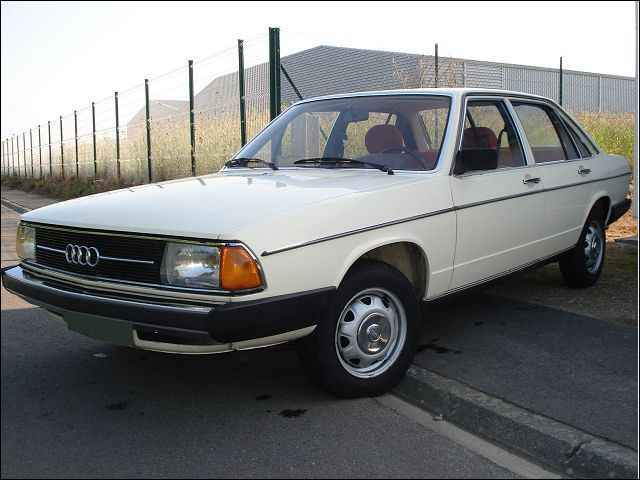
Audi 100 C2

### BMW (1976 – 1990)

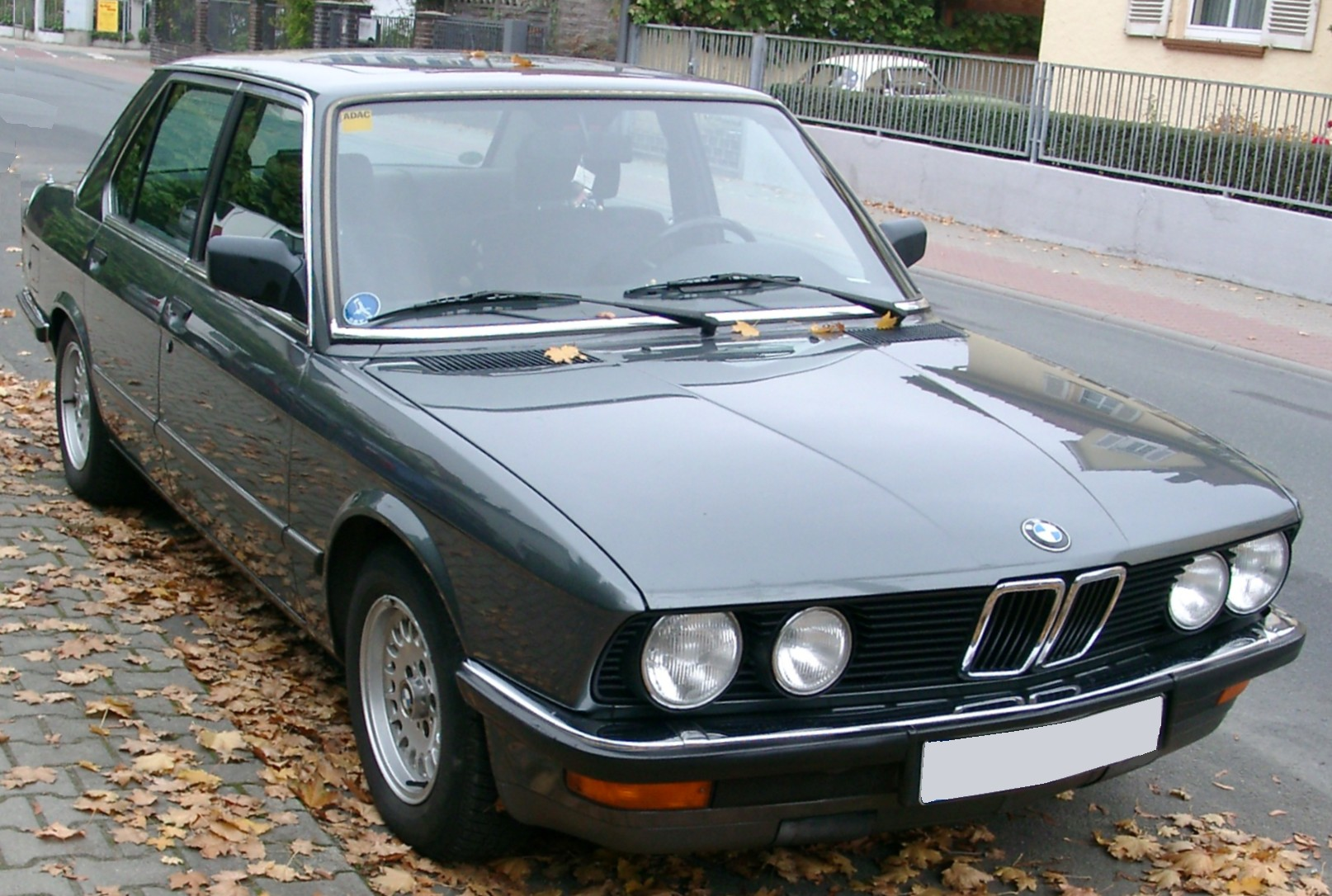
BMW Série 5  E28
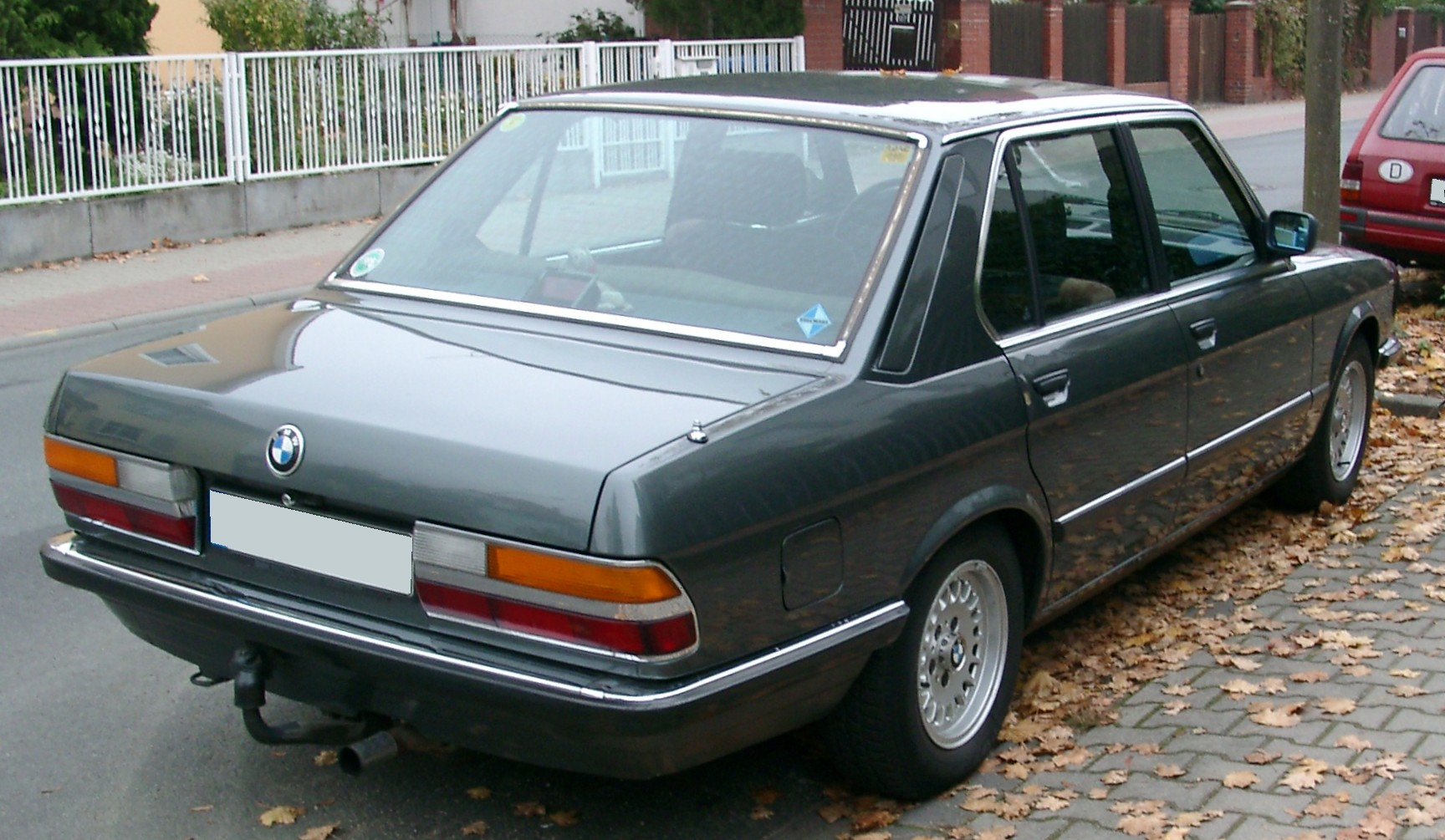
BMW Série 5  E28
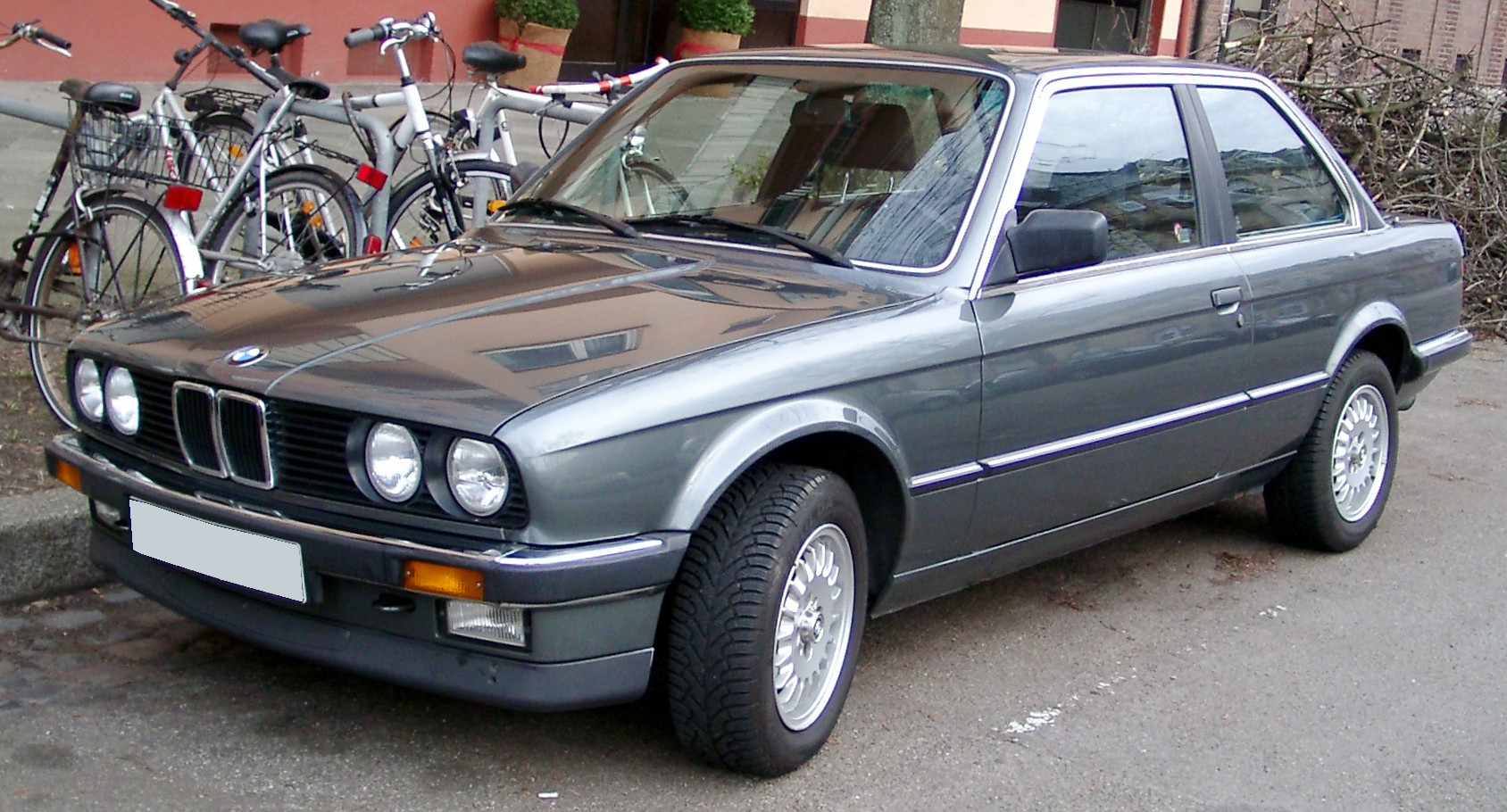
BMW Série 3  E30
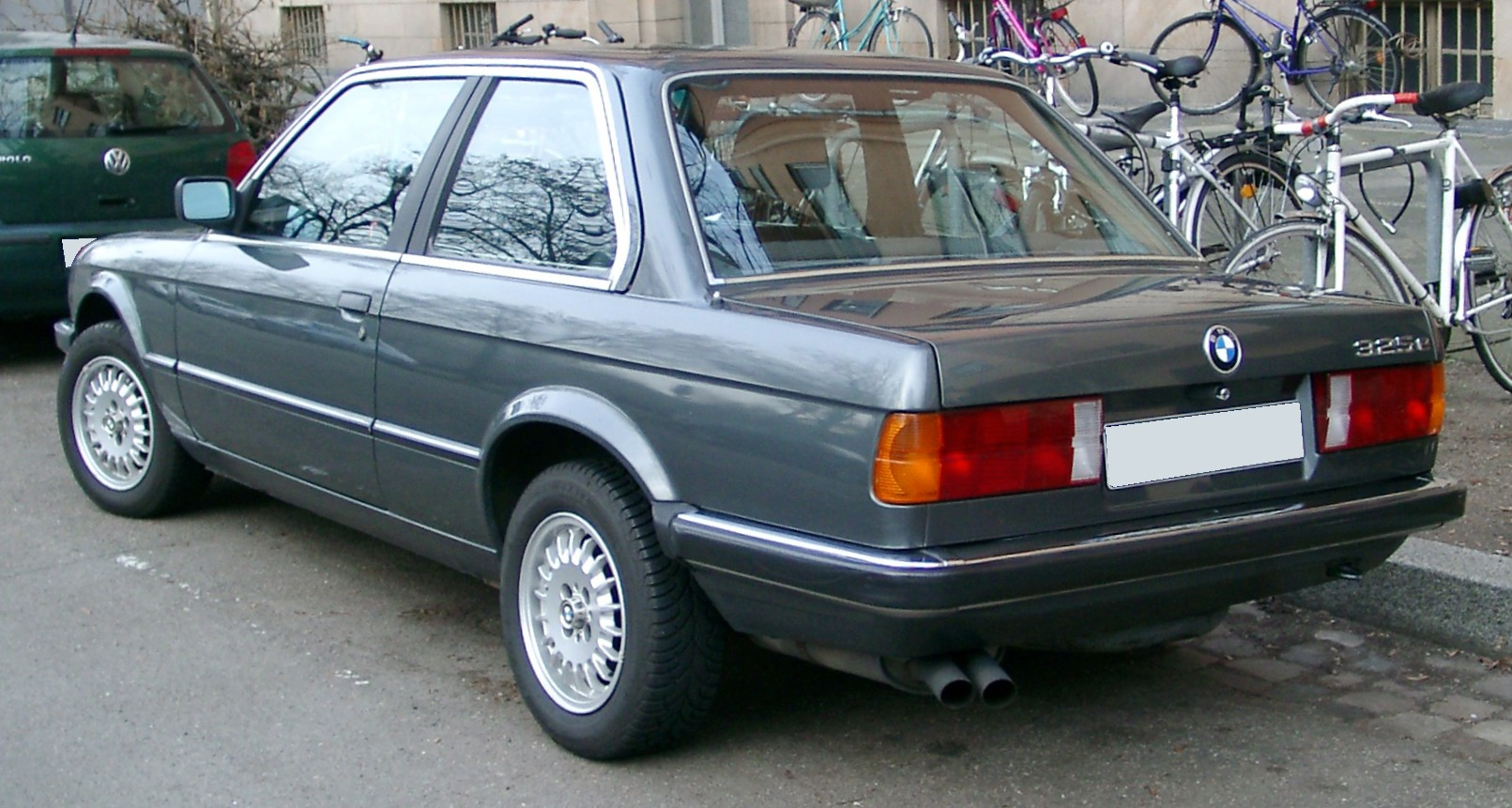
BMW Série 3  E30
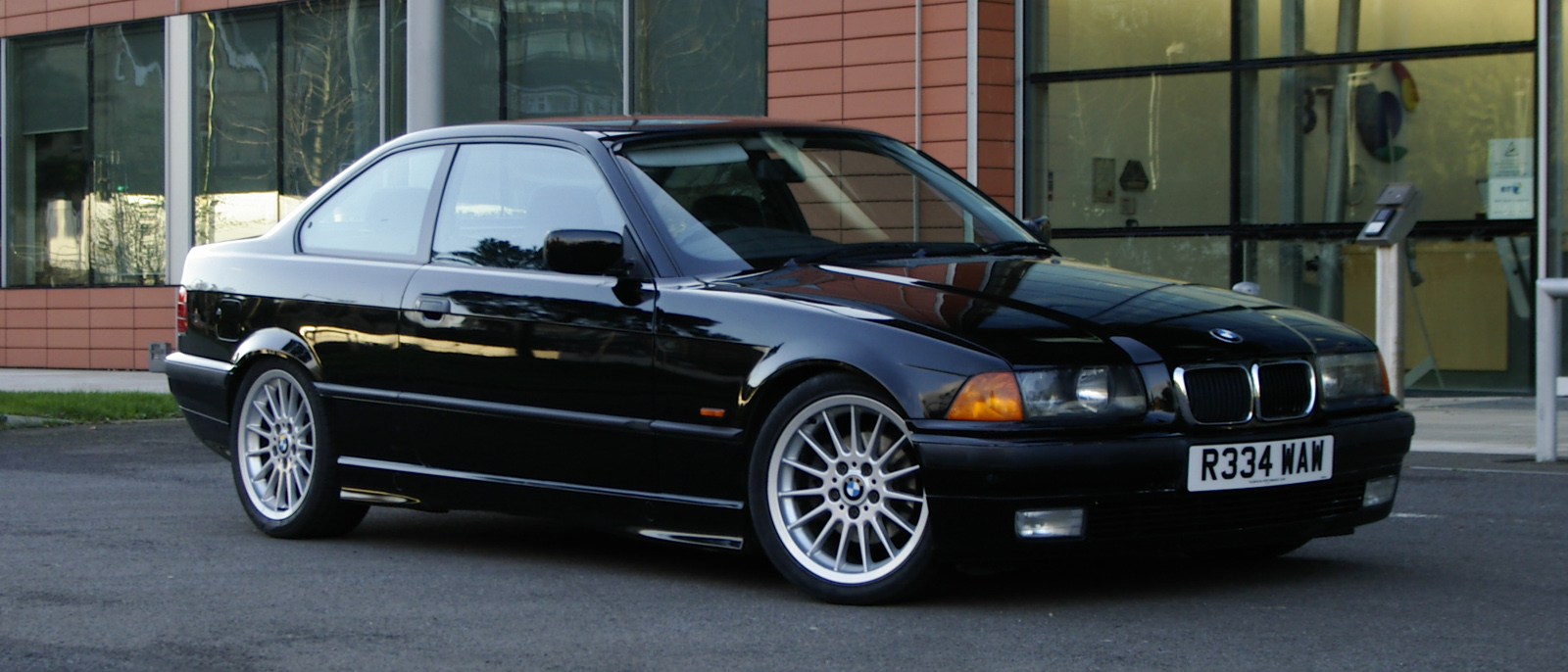
BMW Série 3  E36
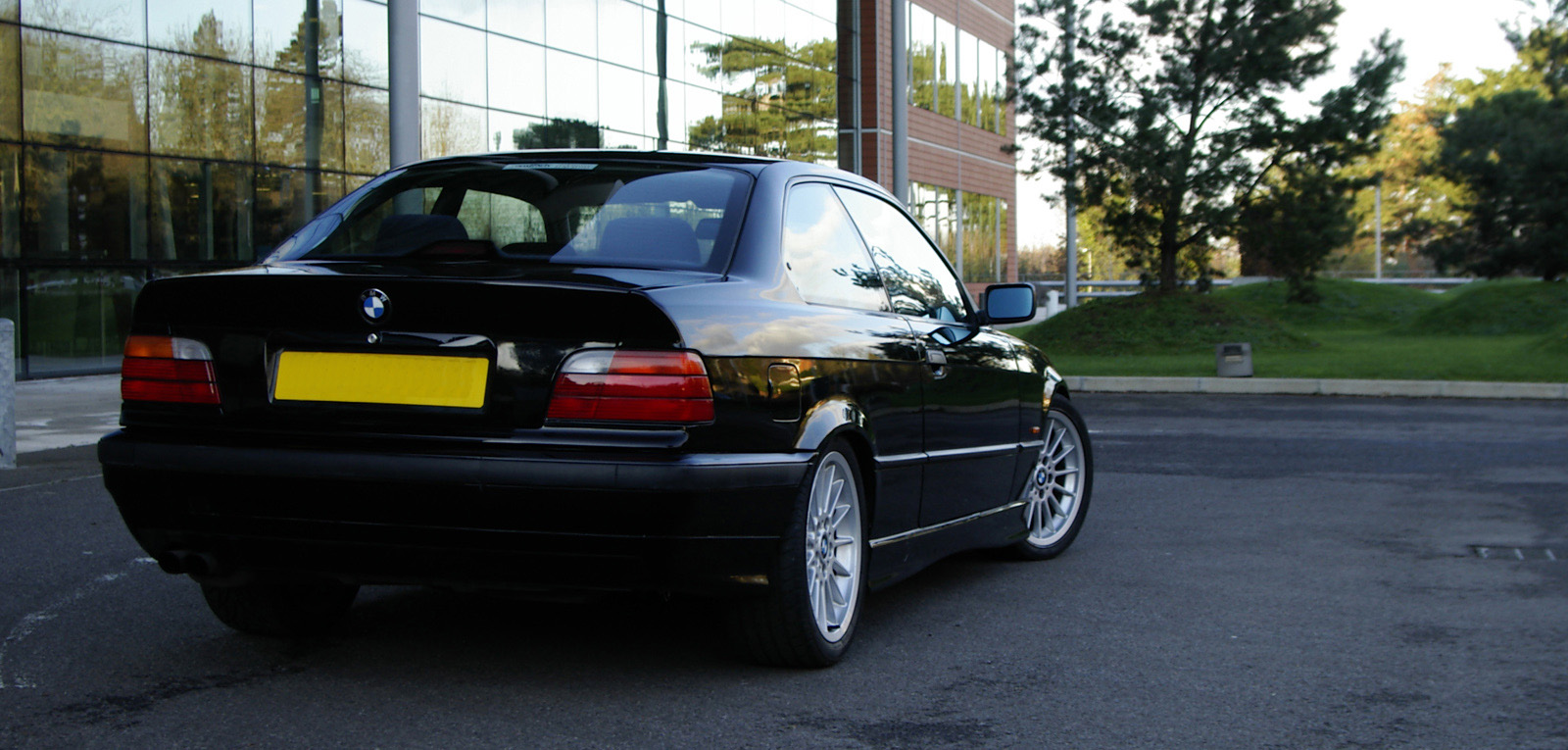
BMW Série 3  E36
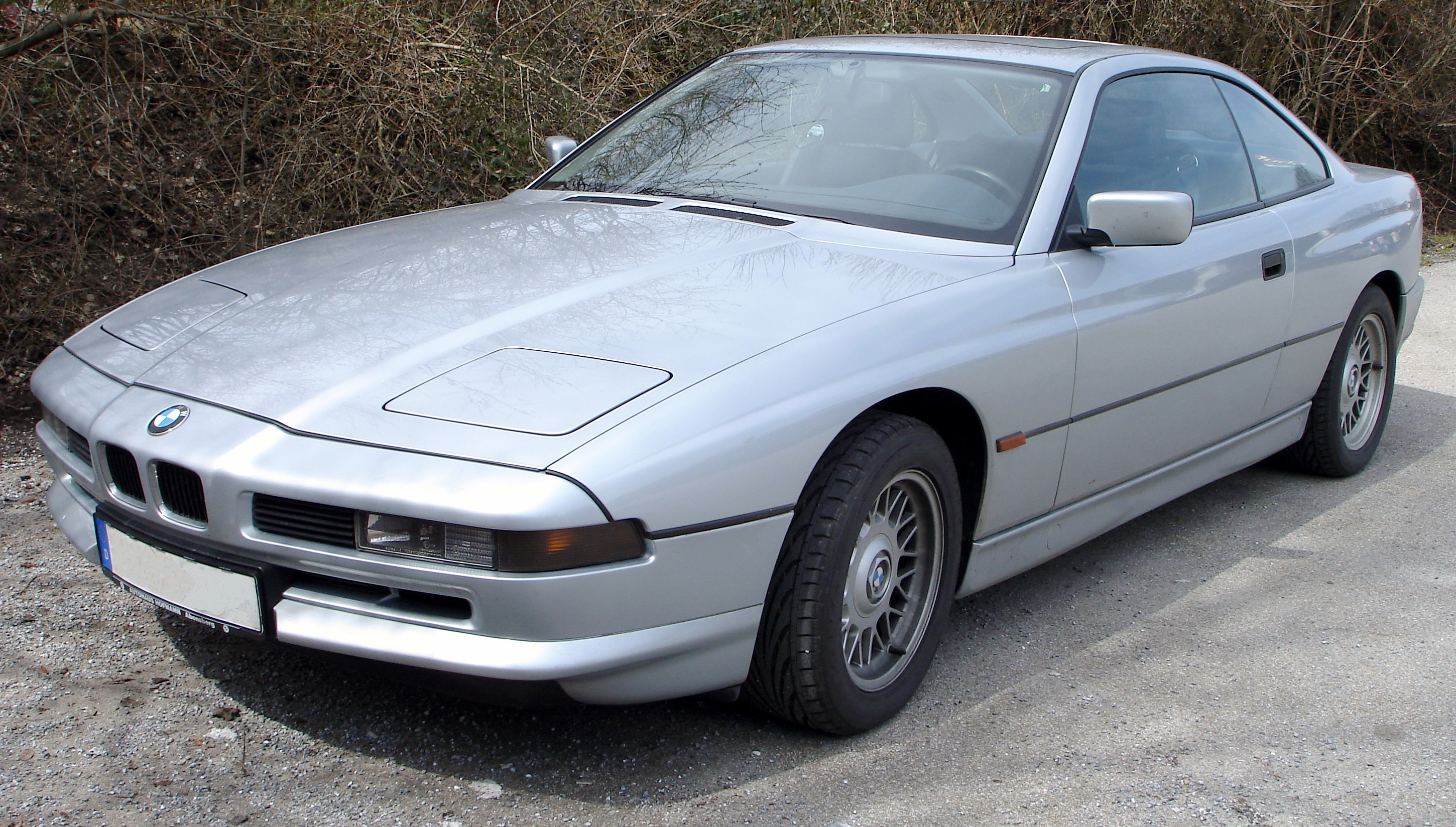
BMW Série 8  E31
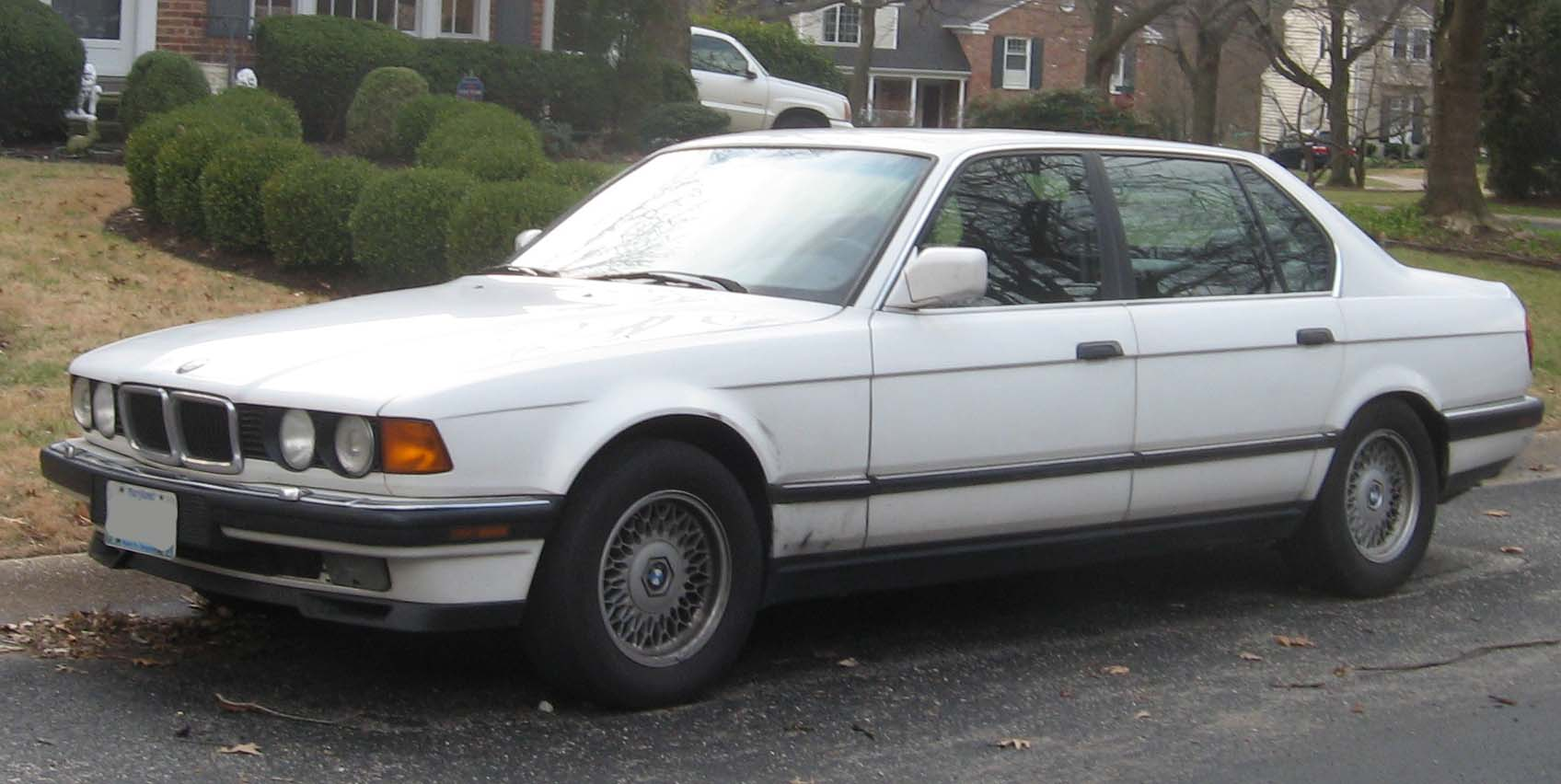
BMW Série 7  E32
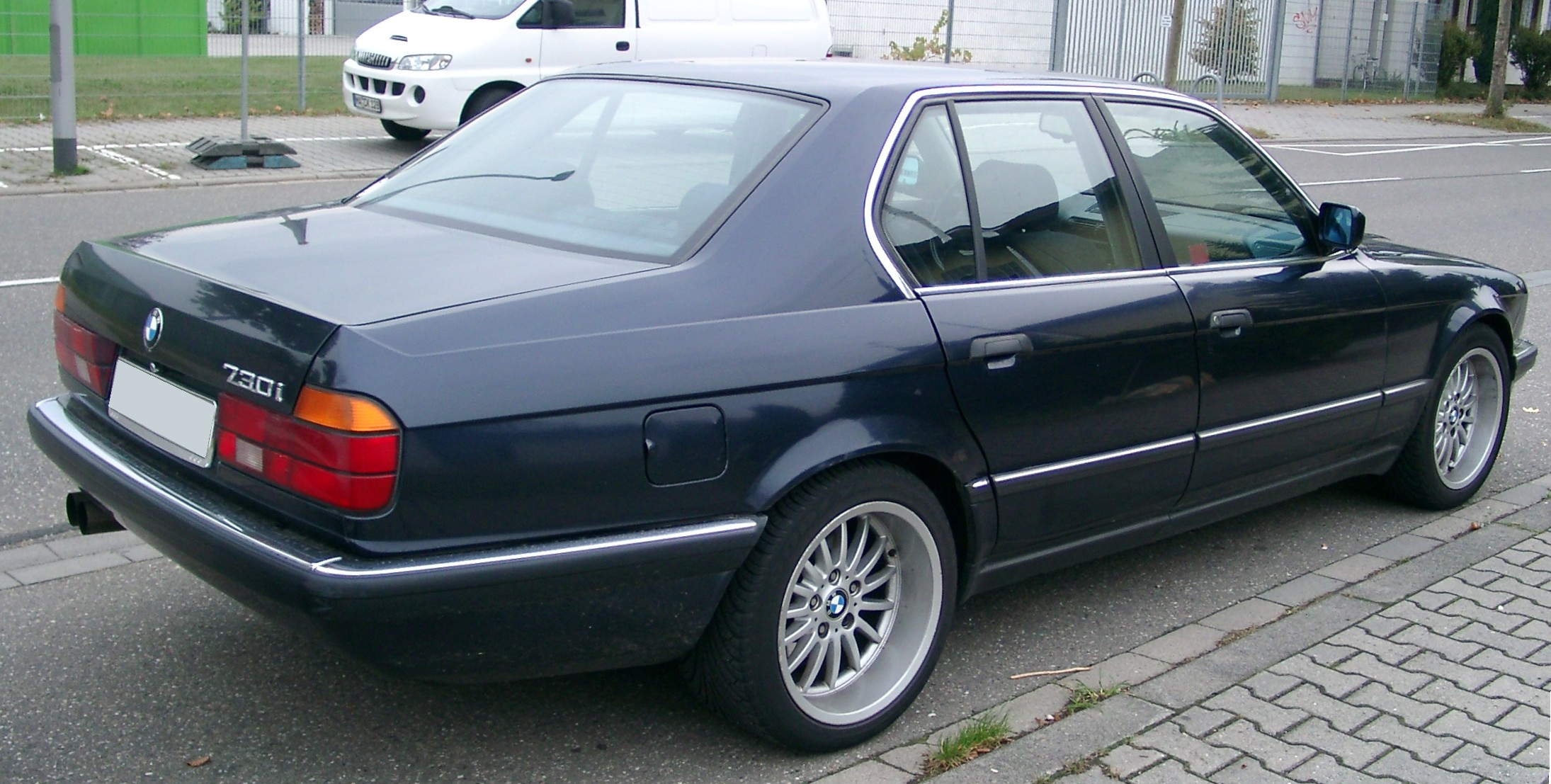
BMW Série 7  E32
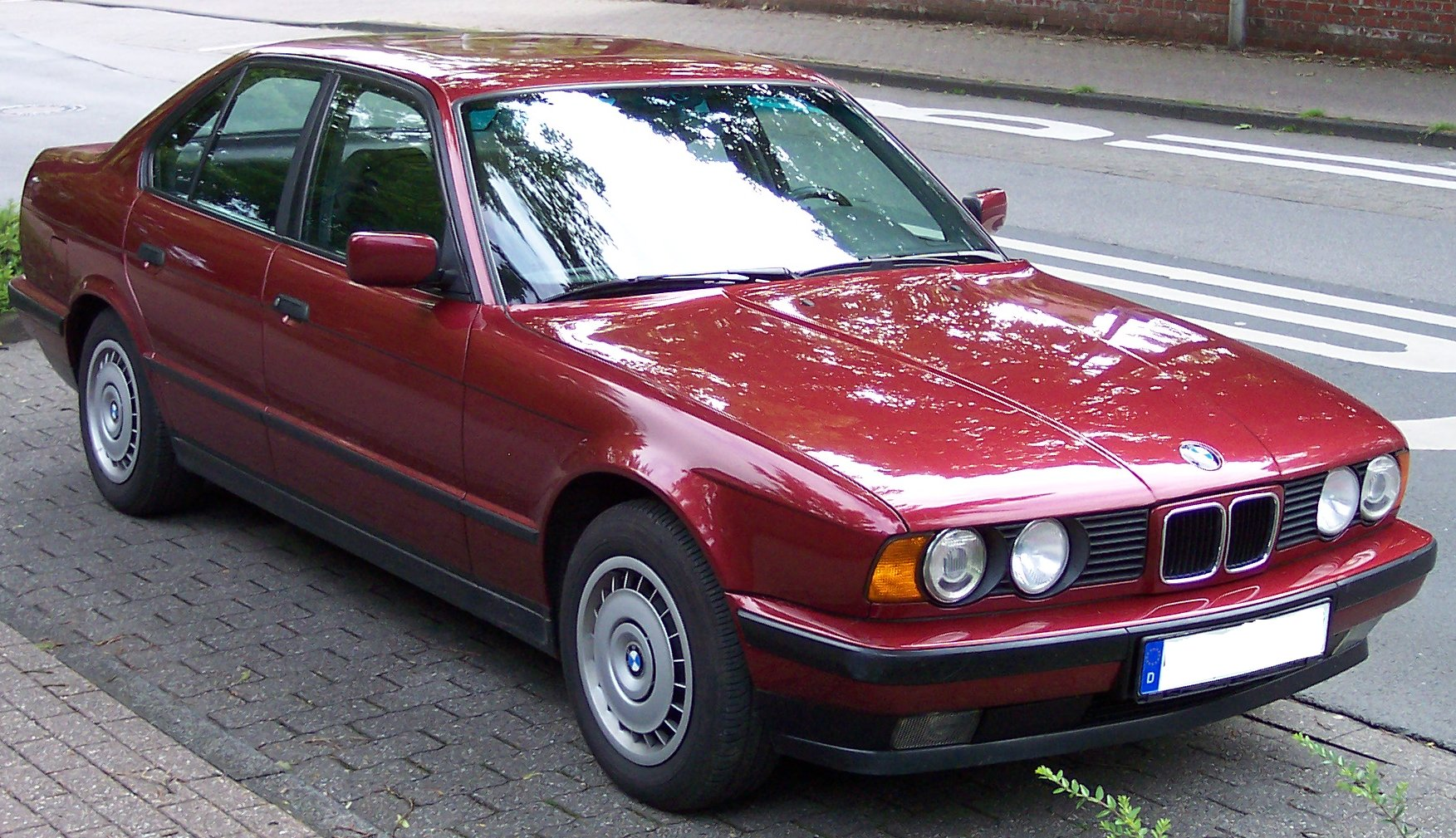
BMW Série 5  E34